# Алдам-Гези (замок)
Алдам-Гези (чечен. Алдам-ГӀези) — средневековый замок на территории Чечни. По преданию замок построен жителем Чеберлоя по имени Алдам-Гези, который пришёл эти места из исторической области Нашха. Башенный комплекс очевидно построен в XVI веке.

## География
Расположен в Чеберлоевском районе Чеченской Республики, на юго-западе от озера Кезенойам, на склоне горы Макажой-лам, у оврага Мекхийн.

## Обследование
Этот участок Чечни археологически слабо изучен, хотя его посещали члены Русского географического общества во главе с географом А. Е. Россиковой, К. Н. Россиков, Н. К. Зейдлиц, К. Ф. Ган, Н. В. Буш, Г. А. Вертепов и др. В 1936 году некоторые местные архитектурные памятники в том числе Алдам-Гези осмотрел А. П. Круглов (более всего привлёк его внимание замок Алдам-Гези). В 1956—1965 годах отряд, руководимый В. И. Марковиным, неоднократно посещал высокие нагорья Чаберлоя. В дальнейшем местные памятники изучал C. Ц. Умаров.

## Общие данные
Замковый комплекс селения Кезеной (Къоъзана). Наиболее древнее ядро селения представляет собой целый архитектурный ансамбль, который горцы именуют замок Алдам-Гези (чечен. Алдам-ГIези ков — «Укрепление Алдама, сына Гези»). Алдам считается выходцем из Нашха. Замковый комплекс состоит из цитадели, располагается на большой мергелевой скале, группы полуразрушенных зданий (мечети и какого-то более старого культового здания) и жилой башни. Её называют башней Дауда. Также здесь сохранилось основание боевой башни.
Комплекс состоит из хорошо сохранившегося древнего храма (его здание датируется XIV веком), оставшаяся часть боевой башни и жилые постройки.
По данным В. И. Марковина, замок был построен чеченскими строителями в XVII веке и принадлежал Алдаму, который победил чеберлоевского предводителя Кезена и сам стал управлять областью.